# Cuando Cubango
Cuando Cubango er en provins i Angola. Den har et areal på 199.049 km2
og et befolkningstal på 534.002 (2014) indbyggere. Menongue er hovedbyen i provinsen. Ifølge statistik fra 1988 boede 3600 mennesker i urbane områder, mens 122.000 i jordbrugsområder, med en total på 125.600 indbyggere.
Navnet på provinsen kommer fra Cuando- og Cubango-floderne som render gennem de henholdsvis østlige og vestlige kanter af provinsen.

## Eksterne links
- angola.org.uk Arkiveret 13. februar 2008 hos  Wayback Machine
- Den amerikanske styremagts statistik fra 1988